# Struthers
Struthers é uma cidade localizada no estado norte-americano de Ohio, no Condado de Mahoning.

## Demografia
Segundo o censo norte-americano de 2000, a sua população era de 11.756 habitantes.
Em 2006, foi estimada uma população de 11.077, um decréscimo de 679 (-5.8%).

## Geografia
De acordo com o United States Census Bureau tem uma área de
9,7 km², dos quais 9,7 km² cobertos por terra e 0,0 km² cobertos por água.

## Localidades na vizinhança
O diagrama seguinte representa as localidades num raio de 8 km ao redor de Struthers.